# De Montfort Hall
La De Montfort Hall è una struttura polifunzionale situata nella città di Leicester, nel Regno Unito. È intitolata a Simon V De Montfort (1208-1265), sesto conte di Leicester.
Ospita sia ricevimenti privati e conferenze che spettacoli di musica classica, leggera, jazz, opera, balletto e musical: in particolare, i concerti stabili della Leicester Symphony Orchestra, del Leicester Philharmonic Choir e della Philharmonia Orchestra di Londra. L'adiacente Università di Leicester vi tiene per tradizione le proprie cerimonie di laurea.

## Descrizione
L'edificio, il più grande nel suo genere in città, sorge in un lotto di circa tre ettari delimitato a sud-ovest dal campus universitario, a nord-ovest dal Regent College e a sud-est dal Victoria Park, verso il quale rivolge la facciata; il cancello d'ingresso al pubblico è situato all'angolo fra Granville Road e Regent Road, mentre parcheggio e ingresso artisti si trovano sul retro.

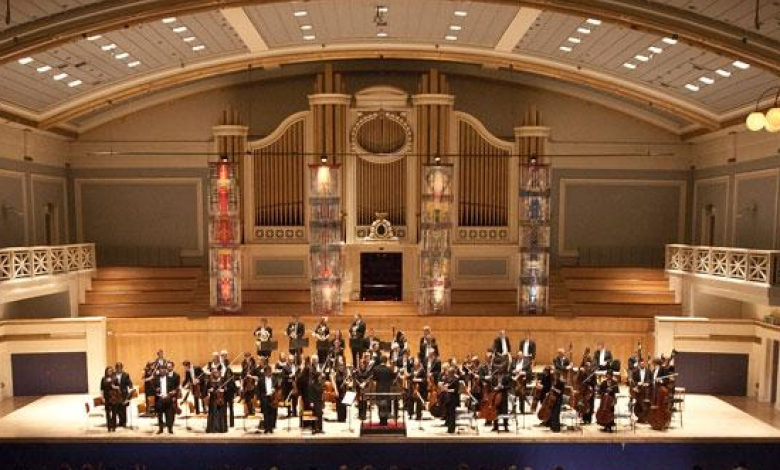
De Montfort Hall - Particolare del palcoscenico e dell'organo a canne.

La sala dell'auditorium ha una configurazione variabile, con o senza poltrone in platea, che ne consente quindi l'impiego sia come teatro che, ad esempio, come sala da ballo. A seconda della sistemazione può contenere dai 400 ai 2.200 posti a sedere. Alle spalle del palcoscenico ha un organo da oltre seimila canne, costruito dalla Steven Taylor & Sons nel 1914 e ritenuto l'ultimo nel suo genere ancora in funzione; in occasione del centenario nel 2014, il valore dello strumento fu stimato attorno ai 5 milioni di sterline.
Oltre alla sala principale, la struttura ne comprende altre due più piccole al piano superiore, usate sia per concerti da camera che per conferenze, le cui finestre si affacciano da lati opposti sul parco circostante. Il complesso ospita al proprio interno anche quattro bar. Eventi vari come festival e fiere si tengono in estate anche nel parco stesso, che può accogliere fino a circa 7.000 persone.

## Storia
La De Montfort Hall fu inaugurata il 21 luglio 1913. Nei primi anni vi eseguirono o vi diressero le proprie opere, fra gli altri, Edward Elgar e Malcolm Sargent, quest'ultimo cofondatore della Leicester Symphony Orchestra. Durante la prima guerra mondiale la struttura fu convertita a centro per l'addestramento reclute, mentre nel corso del secondo conflitto fu impiegata a scopi sia civili che militari, ad esempio accogliendo la popolazione sfollata dopo i bombardamenti; nel 1944 la Glenn Miller Orchestra vi tenne un concerto appositamente per le truppe alleate, poco prima dello sbarco in Normandia.
A partire dalla seconda metà del XX secolo l'edificio è tornato esclusivamente alla sua destinazione originaria e nel corso degli anni ha ospitato anche i concerti di numerosi artisti internazionali di musica leggera, rock e pop fra i quali: Frank Sinatra, Buddy Holly, The Beatles, Bob Dylan, Dusty Springfield, The Rolling Stones, Status Quo, Elton John, Pink Floyd, King Crimson, David Bowie, Roxy Music, AC/DC, The Police, Iron Maiden, Bon Jovi e R.E.M. Il 25 febbraio 1973 i Genesis vi registrarono gran parte dell'album Genesis Live. Nei primi anni novanta del XX secolo l'impianto è stato completamente ristrutturato per poi essere riaperto al pubblico nel 1994.